# Nágové (etnikum)

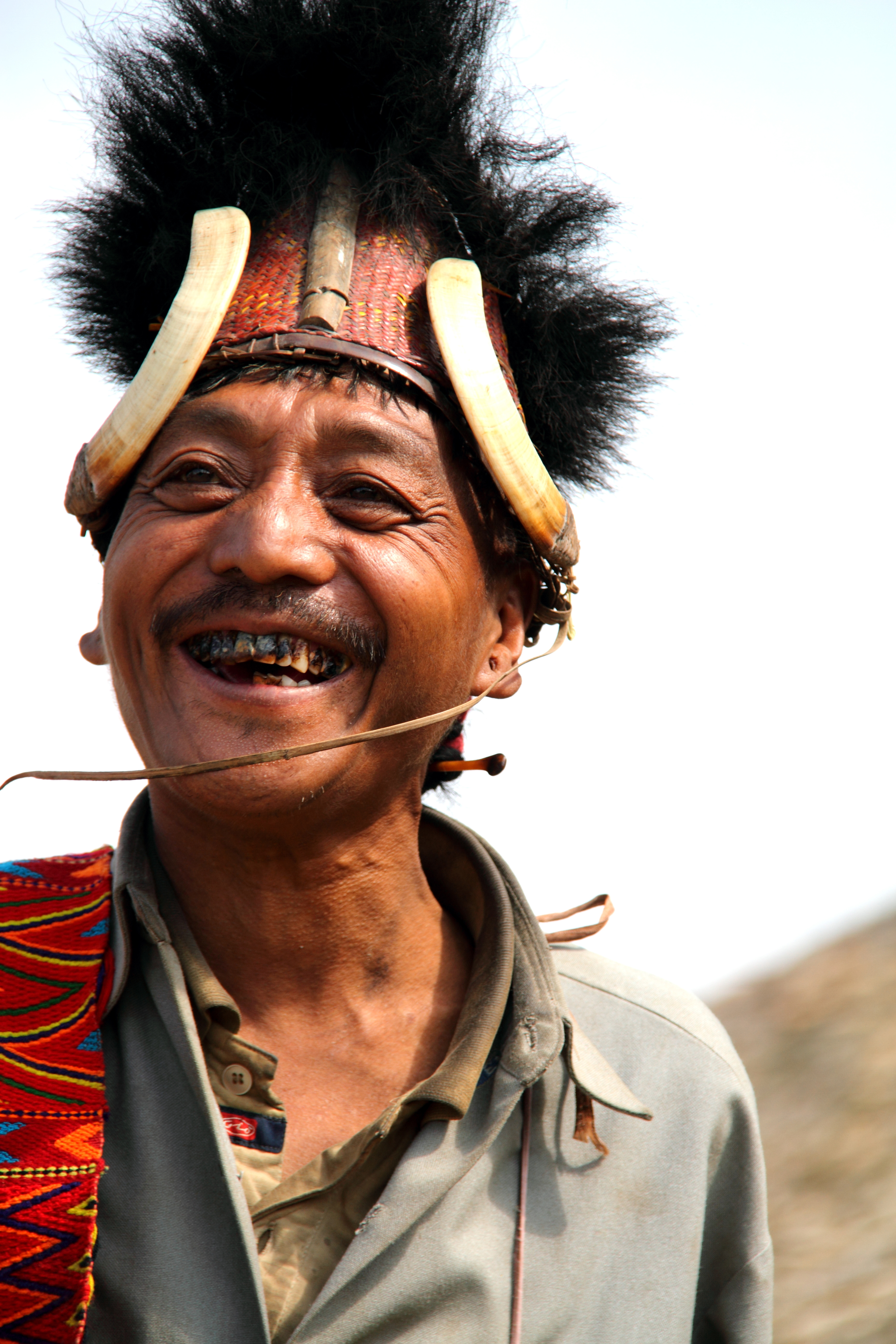
Náčelník nágského kmene Konjaků

Nágové jsou etnická skupina tibetobarmského původu. Obývají západní část Barmy a území indických států Nágáland, Manípur a horské oblasti státu Ásám. Příslušníci Nágů mluví několika různými druhy tibetobarmských jazyků.

## Kmeny
Nágové se mezi sebou dělí do 75 různých kmenů. Z toho 17 kmenů žije na území Nágálandu (například Angamiové, Konjakové či Lothové), 15 v Manipúru (například Poumajové, Rongmejové, Maramové), další v Arunáčalpradéši (napríklad Wančové, Nokteové) a v Barmě.

## Způsob života
Nágové tradičně žijí ve vesnicích, které byly kvůli častým mezikmenovým válkám v minulosti silně opevněné. Chlapci a mladí muži v období mezi iniciací a svatbou žili odděleně od rodin v domě mužů, označovaném jako morung. V Morungu se uchovávaly válečné zbraně a bubny, jejichž zvuk představoval bojové signály nebo poplach při útoku nepřátel. Konaly se tam i válečné porady a některé rituály.
Většina nágských kmenů se živí zemědělstvím, v údolích pěstují rýži, v horách slzovku, batáty či kukuřici. Z domácích zvířat chovají drůbež, psy, prasata, buvoly a gayaly, kteří byli v minulosti obětováni při pohřbech. K lovu jelenů, medvědů a divokých prasat donedávna sloužily kuše, tesáky prasat nosí muži například u kmene Konjak jako ozdoby. Hodně rozšířené bylo tetování.
Náboženství bylo původně animistické, spojené s kultem předků a častými zvířecími oběťmi. Během 20. století byla většina kmenů christianizována protestantskými misionáři, takže jsou v současnosti protestanti, menší část od Ásámců přejala hinduismus. Až do 60. let 20. století praktikovali lov lebek a některé kmeny v minulosti zřejmě prováděly i rituální kanibalismus.